# Extremalspannenfilter
Der Extremalspannenfilter ist ein nichtlinearer Kantendetektor der Bildverarbeitung und dient zur computergestützten Verarbeitung von zweidimensionalen Bilddateien. Dabei wird versucht, in einem Bild flächige Bereiche voneinander abzugrenzen. Kantendetektoren erkennen die Grenzen zwischen den verschiedenen Flächen und markieren diese. Daraus entsteht ein neues Bild.
Eine analytische Beschreibung ist wie folgt möglich:
{\displaystyle h_{nm}=max_{i,j}\{f_{n+i,m+j}\}\ -\ min_{i,j}\{f_{n+i,m+j}\}}
Wird ein Rechteckfenster genutzt, so ist das 2D-Minimum und 2D-Maximum separierbar. Bei verrauschten Bildern ist dieser Filter nur mit Vorglättung sinnvoll.

## Weitere Kantendetektoren
- Prewitt-Operator
- Sobel-Operator